# جاده نفت
جاده نفت (La via del petrolio) تنها فیلم مستند بلندی است که توسط برناردو برتولوچی ساخته شده است. موضوع این فیلم استخراج و توزیع نفت است. ریشه‌ها، قسمت اول این فیلم، با موضوع استخراج نفت در ایران فیلمبرداری شد. موضوع سفر، قسمت دوم، تانکری است که نفت را از خلیج فارس تا جنوا می‌برد و از میان اروپا، قسمت سوم به خط لوله‌ای می‌پردازد که نفت را از ایتالیا به آلمان می‌برد.
برتولوچی در ساخت این فیلم از ابراهیم گلستان کمک گرفت.